# Église Notre-Dame-de-l'Assomption de Grancey-sur-Ource
L'église Notre-Dame-de-l'Assomption de Grancey-sur-Ource est une église catholique située à Grancey-sur-Ource, en France.

## Localisation
L'église Notre-Dame-de-l'Assomption est située dans la commune de Grancey-sur-Ource (Côte-d'Or).

## Historique
Depuis le XVIe siècle le prieuré Notre-Dame du val des Dames est un lieu de pèlerinage important  et son foulon transformé en forge en 1655 est à l'origine du développement industriel de Grancey. 
Aux débuts du XIXe siècle les 1 200 habitants qui peuplent la commune justifient la construction d'une importante église. Le projet confié en 1837 à l'architecte châtillonnais Simon Tridon est mené à bien par Roze-Couturier.

## Description

### Architecture
L'église est bâtie sur un promontoire et on accède par des escaliers à sa façade néo-classique à portique dorique qui renvoie à celles de Voulaines-les-Templiers et d'Ampilly-le-Sec construites entre 1827 et 1830 par le même architecte. 
La nef, très lumineuse avec voûte en berceau, est flanquée de deux collatéraux éclairés par des baies vitrées se terminant sur deux chapelles latérales consacrées respectivement à la Vierge et à saint Quentin, second patron de la paroisse. Le chœur est éclairé par une coupole byzantine.

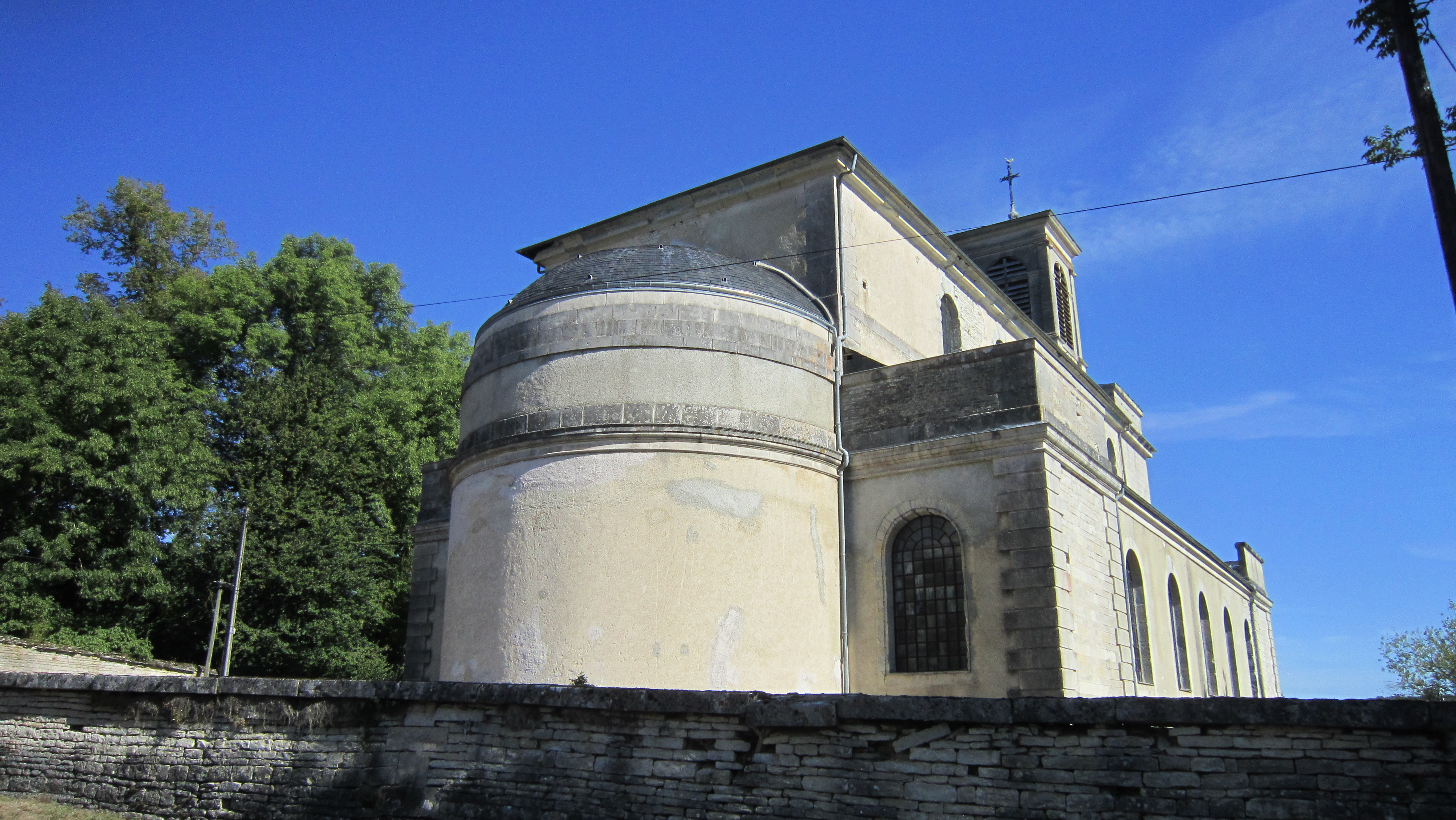
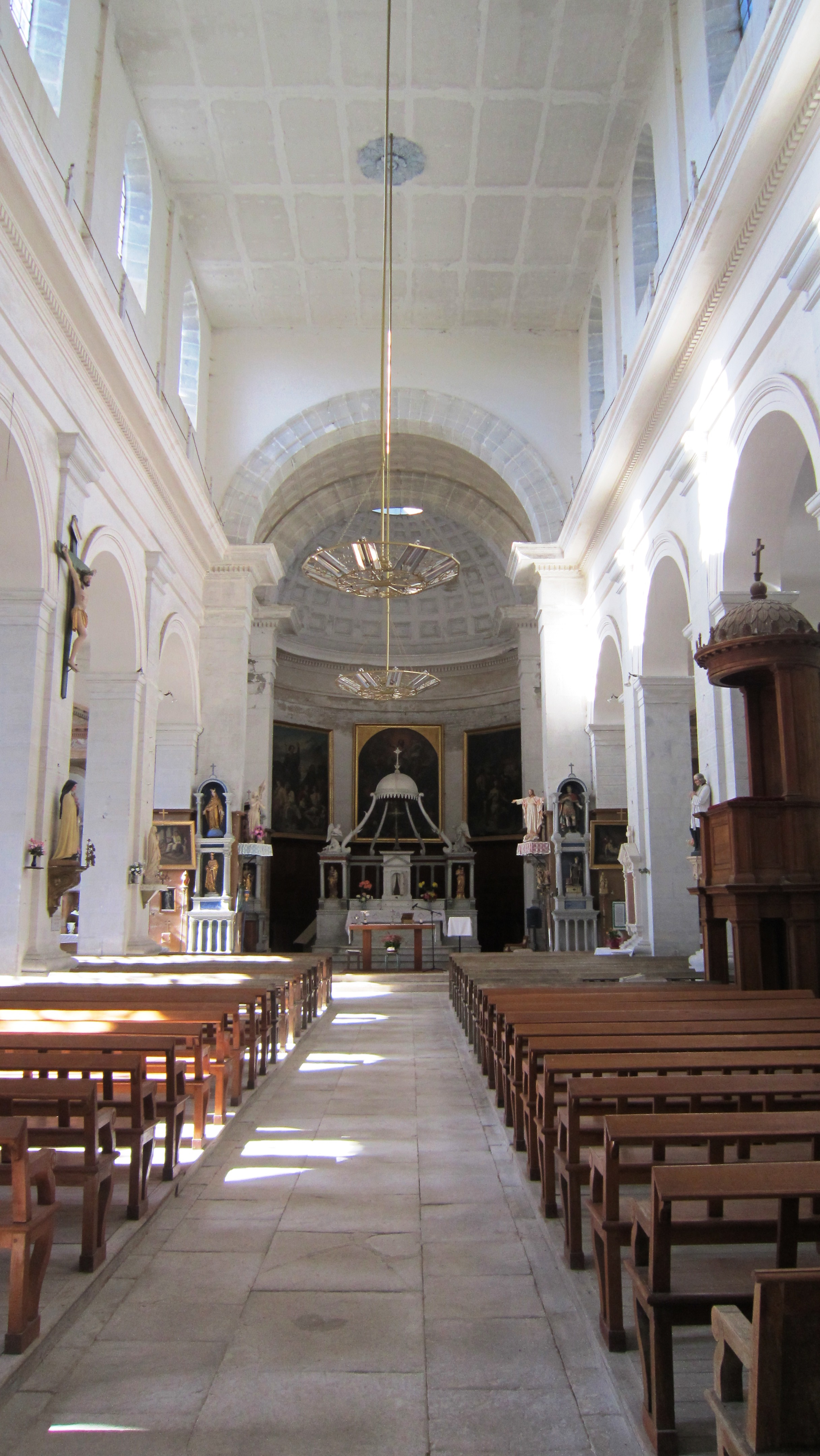
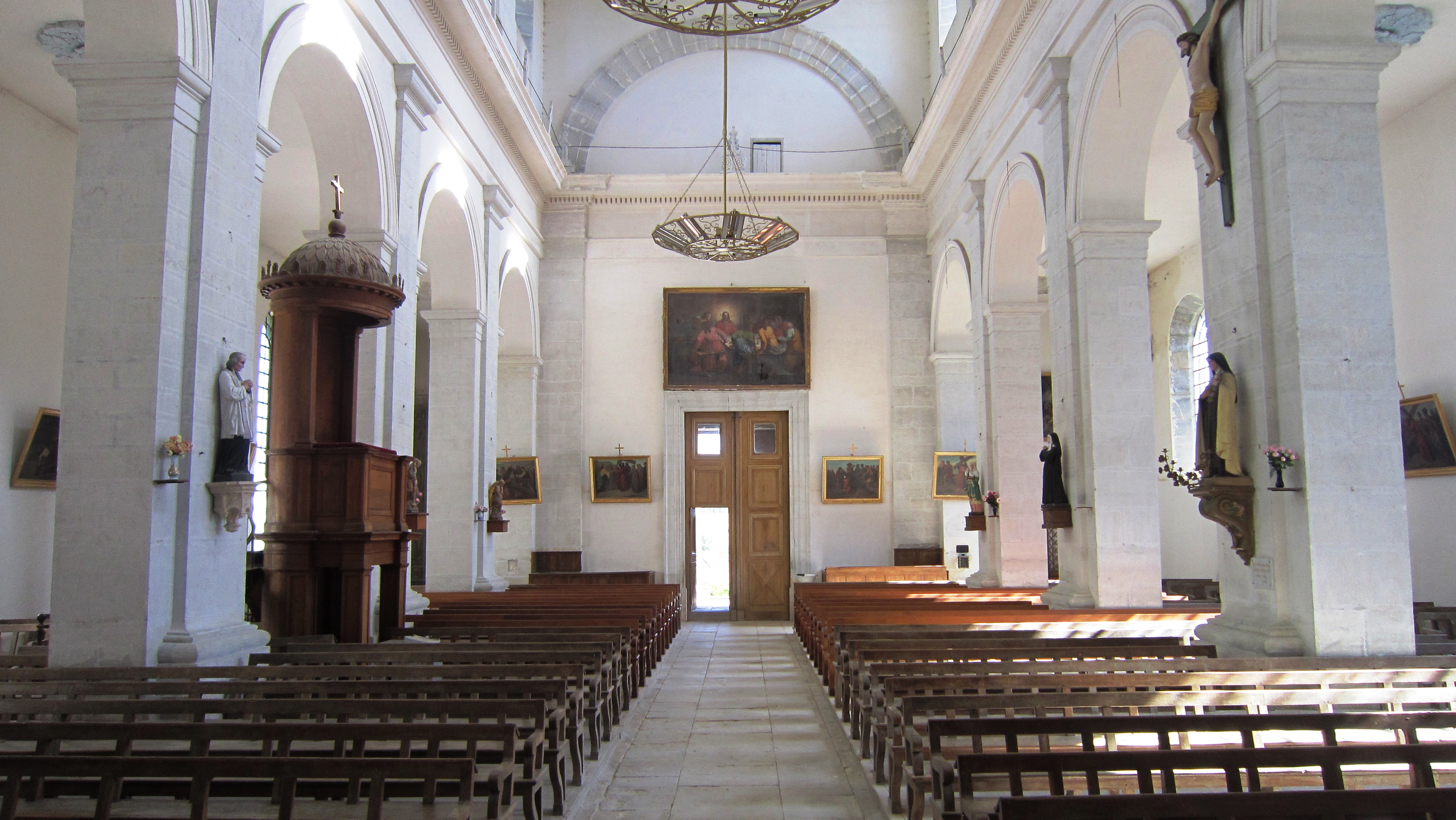

### Mobilier
48 éléments du mobilier de l'église font l’objet d’une inscription à l’inventaire général. 
Outre une grande grisaille représentant le baptême du Christ selon Pierre Mignard, d'auteur inconnu, et les trois tableaux monumentaux ornant le sanctuaire du peintre local Charles Ronot né à Belan-sur-Ource en 1820 à qui on doit aussi le chemin de croix et divers autres tableaux, on relève de nombreuses pièces notoirement antérieures à la construction de l’église actuelle dont :
- une importante statuaire en bois polychrome du XVIIe siècle : une Vierge[5], sainte Cécile[6], saint Jean-Baptiste[7] et deux anges porte-candélabre[8] ;
- et du XVIIIe siècle  : saint Nicolas[9], saint Maurice[10] et un Christ en croix[11] ;
- un tableau du XVIIe siècle : L'adoration des bergers d'après Pierre-Paul Rubens, d'auteur inconnu[12] ;

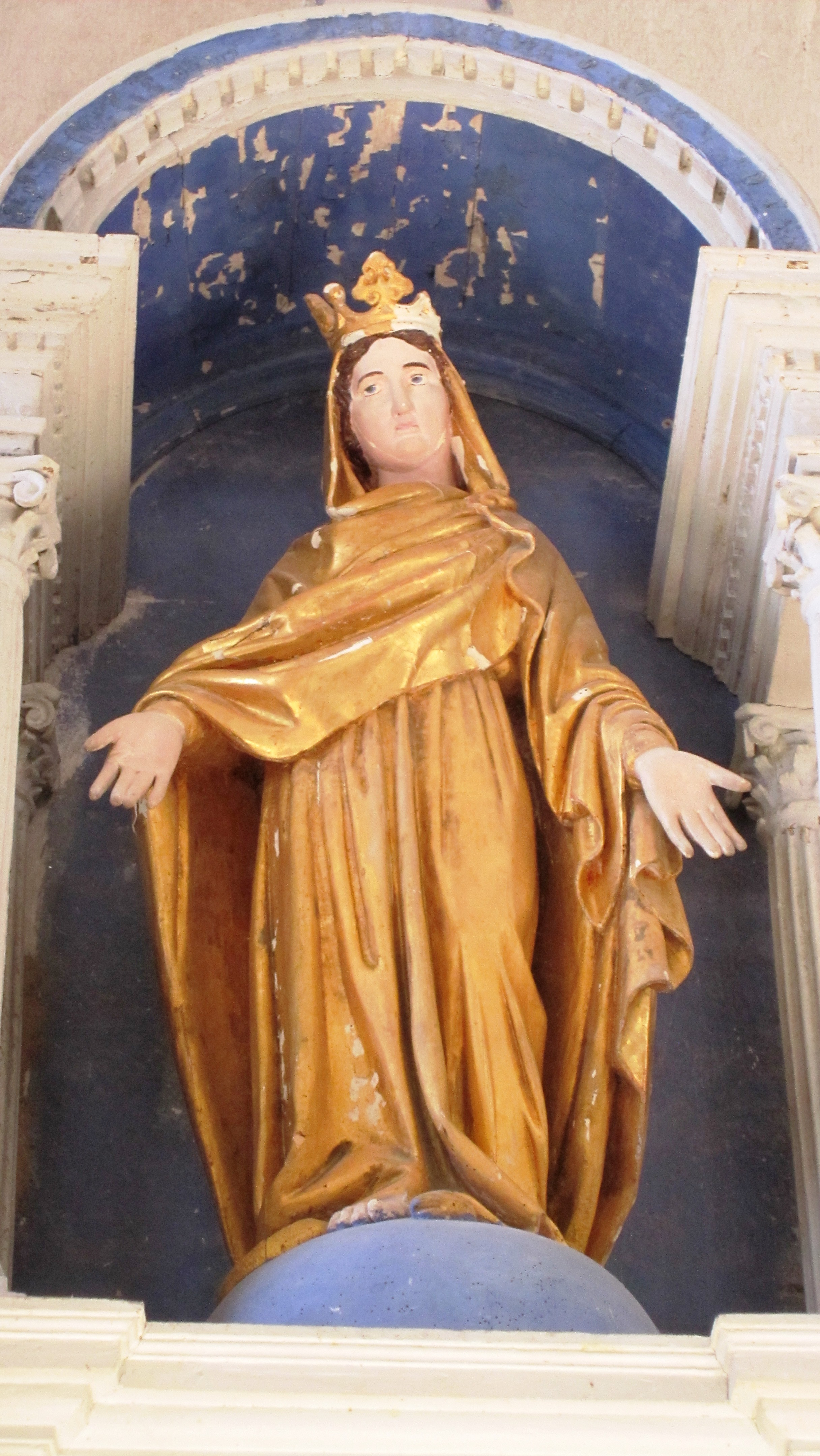
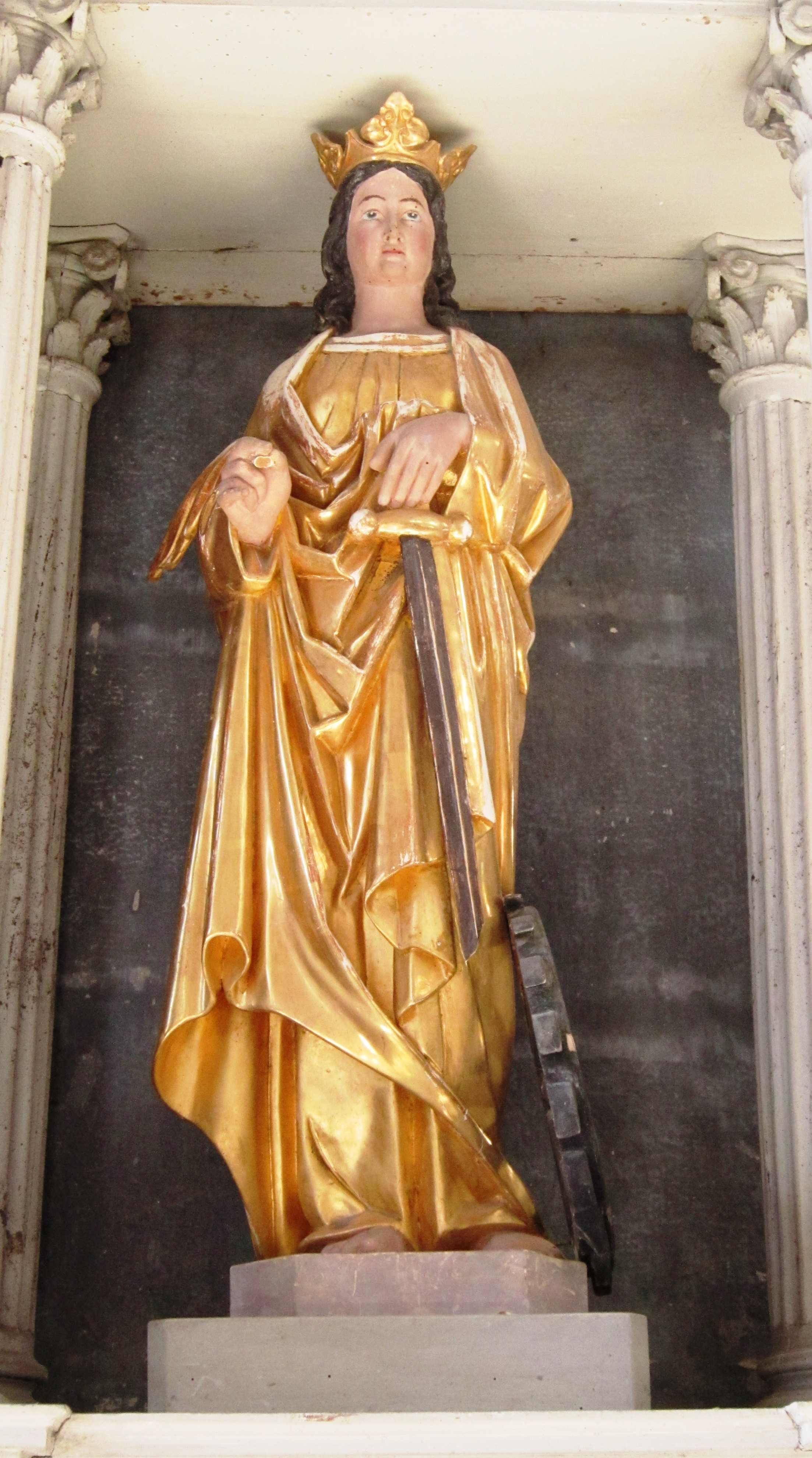
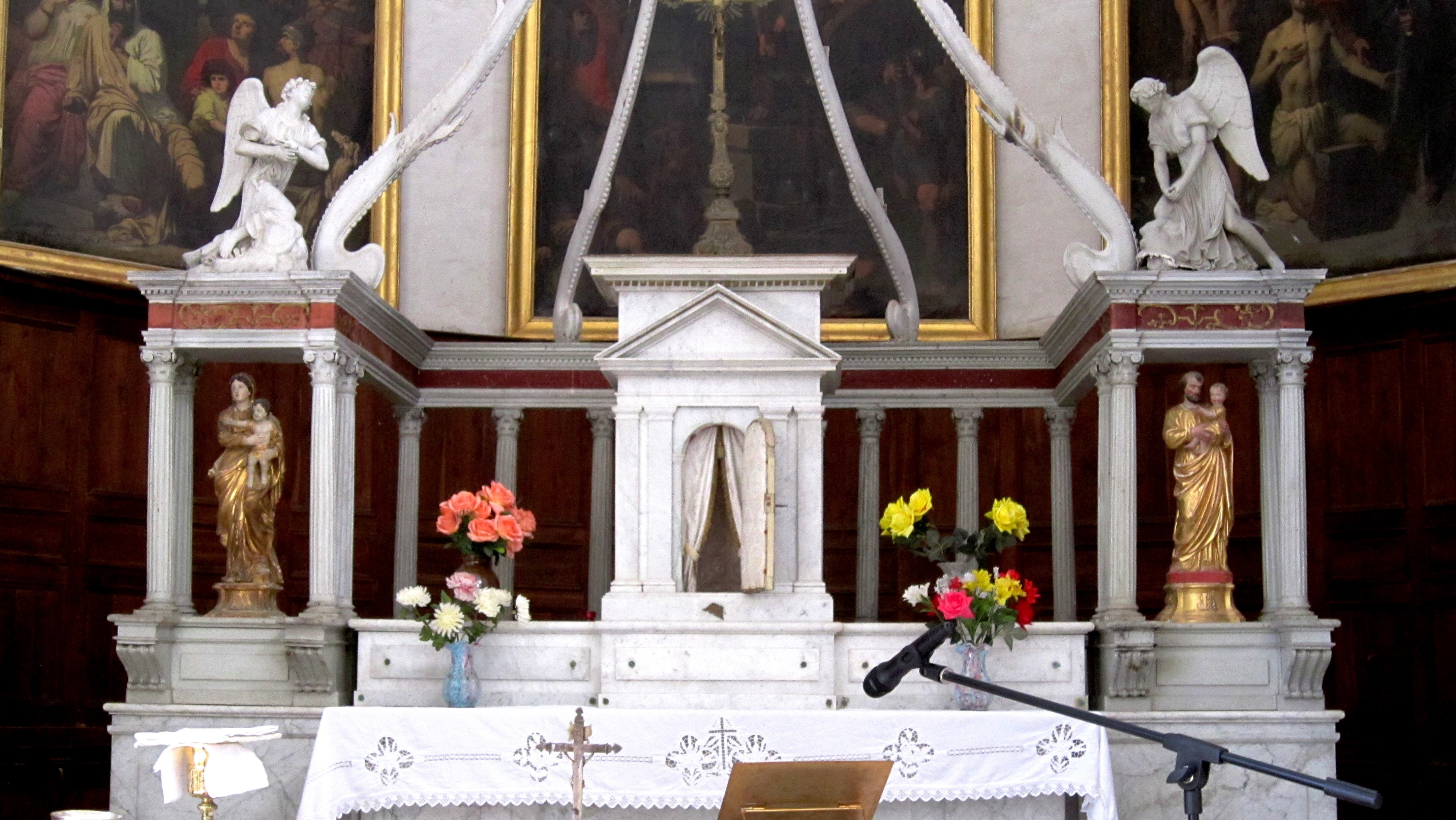
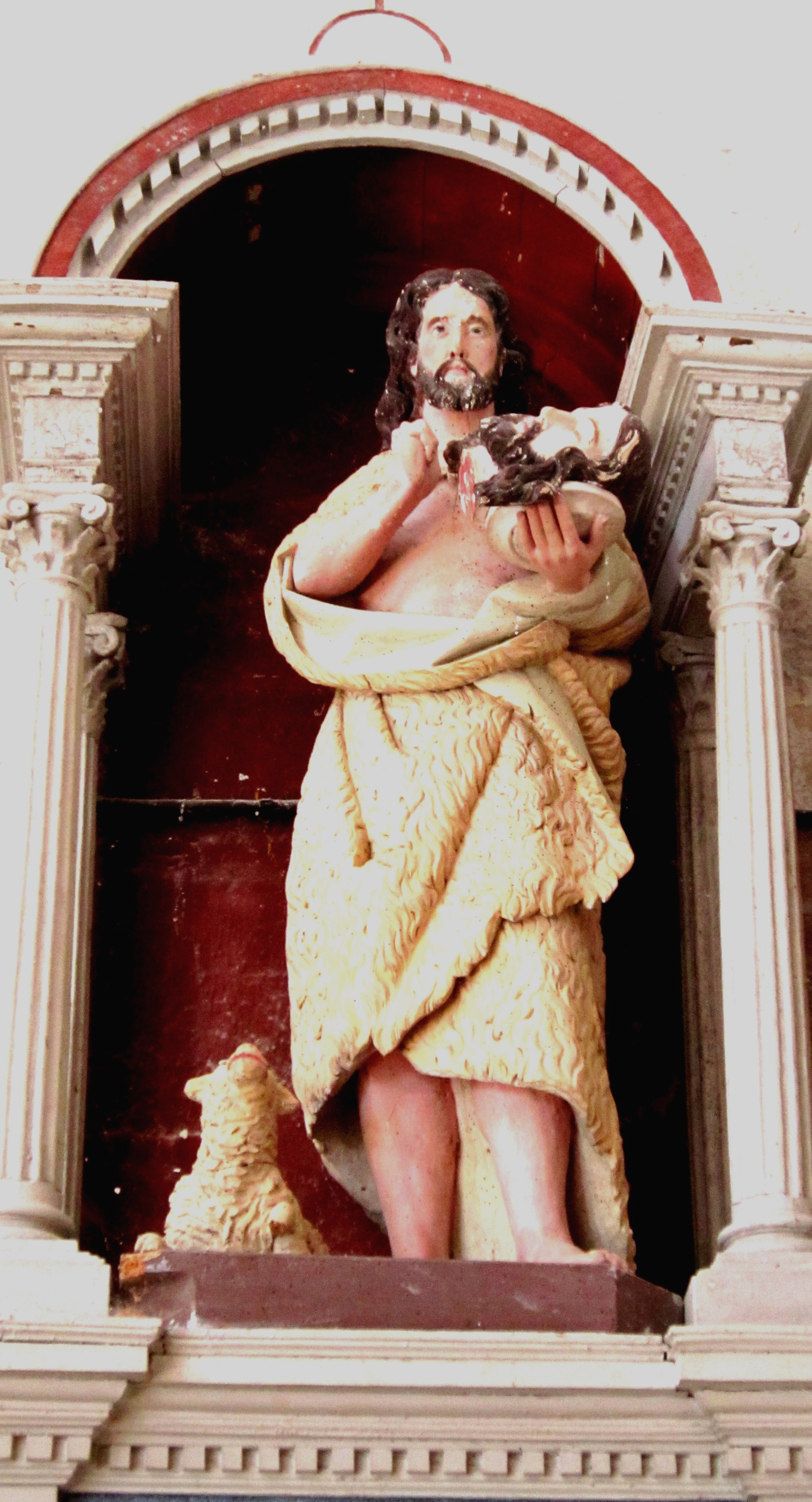
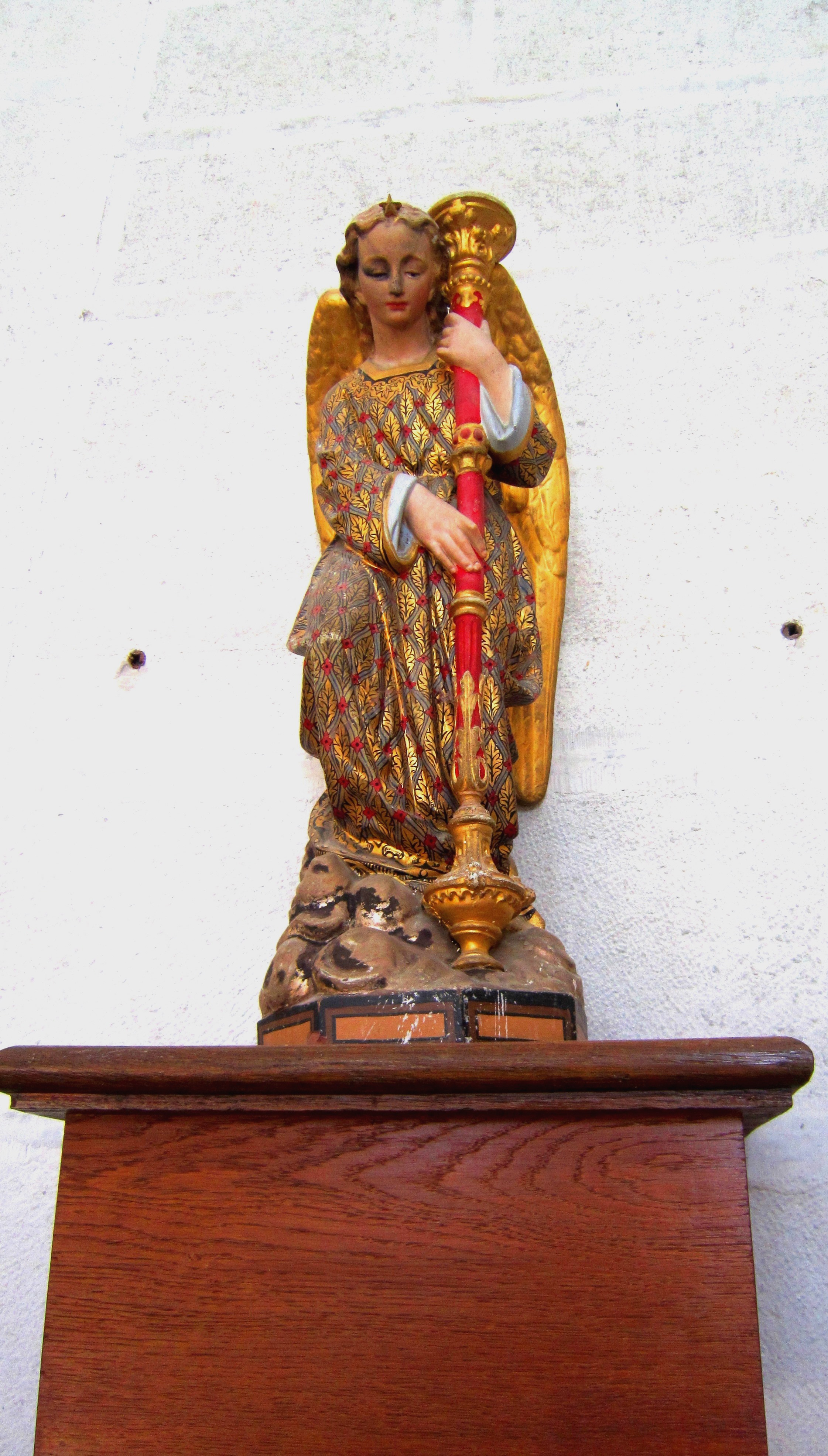

- 5 bâtons de processions du XVIIIe siècle ;
- une cloche de 1792.

## Protection
L'église Notre-Dame-de-l'Assomption est classée monument historique en 1994.